# Acratosaura
Acratosaura is een geslacht van hagedissen uit de familie Gymnophthalmidae.

## Naamgeving
De groep werd voor het eerst wetenschappelijk beschreven door Miguel Trefaut Rodrigues, Katia Cristina Machado Pellegrino, Marianna Dixo, Vanessa Kruth Verdade, Dante Pavan, Antônio Jorge Suzart Argôlo en Jack Walter Sites Jr. in 2007. Er zijn twee soorten, inclusief de pas in 2009 beschreven Acratosaura spinosa.

## Verspreiding en habitat
De soorten komen voor in delen van Zuid-Amerika en leven endemisch in Brazilië.

## Levenswijze en kenmerken
Beide soorten zijn eierleggend en overdag actief. Deze hagedissen hebben een verhoudingsgewijs lange staart.

## Soortenlijst
| Soorten uit het geslacht Acratosaura | Soorten uit het geslacht Acratosaura               | Soorten uit het geslacht Acratosaura |
| ------------------------------------ | -------------------------------------------------- | ------------------------------------ |
| Naam                                 | Auteur                                             | Verspreidingsgebied                  |
| Acratosaura mentalis                 | Amaral, 1933                                       | Brazilië                             |
| Acratosaura spinosa                  | Rodrigues, Cassimiro, Freitas & Santos Silva, 2009 | Brazilië                             |